# 欠陥化学
欠陥化学（けっかんかがく、英語：defect chemistry）は、結晶に含まれる格子欠陥の振る舞いを化学反応として記述する体系。結晶に含まれる不純物や添加物、結晶を取り巻く雰囲気の効果などを定量的に論じることが可能となる。

## 記述の前提
- 格子欠陥はあくまでも結晶内部の構造であることから結晶構造の制約を受ける。すなわち結晶において、ある種類の原子の占めるべき位置は決まっており、これをサイトと呼ぶ。反応の前後で結晶の総量が変化することはあるが、特定のサイトだけが増減することはない。
- 格子欠陥は結晶を構成する元の原子と比較して相対的な電荷を持つことがあり、これを有効電荷と呼ぶ。結晶全体で正の有効電荷の総和と負の有効電荷の総和は等しくなければならない。
- 通常の化学反応式と同じく、反応の前後で実体のある物質が増減することはない。

## 化学平衡
ショットキー欠陥、フレンケル欠陥、および雰囲気が関わる反応は可逆反応であり、通常の平衡反応と同じく平衡定数を用いて議論できる。これにより温度や分圧に対する格子欠陥濃度の変化を記述することが可能となる。

## 表記法
通常の化学においては化学反応を実体のある物質の振る舞いとして記述するが、欠陥化学においては実体のない格子空孔などを扱うため特殊な表記法が使用される。
- 格子欠陥はクレーガー＝ビンクの表記法で表現する。
- 固溶反応については矢印の上に結晶の化学式を表示する。
- 固体は(s)、気体は(g)で示す。

## 格子欠陥反応の例

### 温度による反応
- 酸化アルミニウムの結晶におけるショットキー欠陥の生成反応は次のように書ける。

{\displaystyle {\rm {null}}{\overrightarrow {\longleftarrow }}{\rm {2V}}_{\rm {Al}}^{}{\rm {+3V}}_{\rm {O}}^{}}
但し、アルミニウムの空孔は負の電荷を帯びやすく、酸素の空孔は正の電荷を帯びやすいため、実際には次のような反応が起きる場合が多い。
{\displaystyle {\rm {null}}{\overrightarrow {\longleftarrow }}{\rm {2V}}_{\rm {Al}}^{'''}{\rm {+3V}}_{\rm {O}}^{\bullet \bullet }}
- 酸化物の結晶における酸素原子のフレンケル欠陥の生成反応は次のように書ける。

{\displaystyle {\rm {O}}_{\rm {O}}^{\times }{\overrightarrow {\longleftarrow }}{\rm {O}}_{\rm {i}}^{}{\rm {+V}}_{\rm {O}}^{}}
但し、格子間の酸素原子は負の電荷を帯びやすく、酸素の空孔は正の電荷を帯びやすいため、実際には次のような反応が起きる場合が多い。
{\displaystyle {\rm {O}}_{\rm {O}}^{\times }{\overrightarrow {\longleftarrow }}{\rm {O}}_{\rm {i}}^{''}{\rm {+V}}_{\rm {O}}^{\bullet \bullet }}
- 半導体における伝導電子と正孔の対生成は次のように書ける。

{\displaystyle {\rm {null}}{\overrightarrow {\longleftarrow }}{\rm {e}}_{}^{'}{\rm {+h}}_{}^{\bullet }}

### 固溶反応
- ジルコニアの結晶に酸化カルシウムが固溶する反応はいくつか考えられるが、主なものは次の二種類である。

カルシウム原子がジルコニウム原子を置き換える形で追加され、酸素原子が結晶格子に追加される反応は次のように書ける。追加される酸素原子が少ないため、結晶に酸素の空孔が生成する。（置換型固溶）
{\displaystyle {\rm {CaO(s)}}_{\longrightarrow }^{\rm {ZrO_{2}}}{\rm {Ca}}_{\rm {Zr}}^{''}{\rm {+O}}_{\rm {O}}^{\times }{\rm {+V}}_{\rm {O}}^{\bullet \bullet }}
カルシウム原子の一部が格子間に侵入し、酸素原子が結晶格子に追加される反応は次のように書ける。この反応では空孔が生成しない。（侵入型固溶）
{\displaystyle {\rm {2CaO(s)}}_{\longrightarrow }^{\rm {ZrO_{2}}}{\rm {Ca}}_{\rm {Zr}}^{''}{\rm {+Ca}}_{i}^{\bullet \bullet }{\rm {+2O}}_{\rm {O}}^{\times }}
- 半導体のドーピング、例えばケイ素の結晶にアルミニウムを固溶させる反応は次のように書ける。

{\displaystyle {\rm {Al(s)}}_{\longrightarrow }^{\rm {\ Si}}{\rm {Al}}_{\rm {Si}}^{'}{\rm {+h}}_{}^{\bullet }}

### 気体との反応
- 酸化物の結晶と雰囲気に含まれる酸素との化学平衡は次のように書ける。

{\displaystyle {\rm {O}}_{\rm {O}}^{\times }{\overrightarrow {\longleftarrow }}{\rm {V}}_{\rm {O}}^{\bullet \bullet }{\rm {+{1 \over 2}}}{\rm {O}}_{2}{\rm {(g)}}{\rm {+2e}}_{}^{'}}